# 防衛省目黒地区
防衛省目黒地区（ぼうえいしょうめぐろちく）は、東京都目黒区中目黒2-2-1に所在する、防衛装備庁・統合幕僚監部・陸上自衛隊・海上自衛隊・航空自衛隊が共同使用している防衛省施設。陸上自衛隊においては目黒駐屯地、海上自衛隊においては目黒地区、航空自衛隊においては目黒基地と呼ばれる。

## 概要
防衛省、統合幕僚監部・陸上自衛隊・海上自衛隊・航空自衛隊の調査研究・高等教育機関が集中する地区である。
駐屯地司令は陸上自衛隊教育訓練研究本部長が、基地司令は航空自衛隊幹部学校長が兼務する。 
駐屯地業務、基地業務等は「目黒地区における駐屯地業務、基地業務等に関する訓令」により円滑に実施されるようになっている。

## 沿革
- 1857年（安政4年）徳川幕府が砲薬製造所を建設[2]。
- 1880年（明治13年）6月：明治政府が目黒火薬製造所を発足。
- 1885年（明治18年）2月： 海軍火薬製造所を建設。
- 1930年（昭和05年）9月：海軍技術研究所が築地から移転。以後、敷地内に大きな円形の池が2つと大型水槽[5]が設置され、大和 (戦艦)の模型のテストも行われた。

イギリス連邦占領軍エビスキャンプ
- 1945年（昭和20年）11月：イギリス連邦占領軍（オーストラリア軍）が進駐（エビスキャンプ）。英連邦軍東京分区本部（Headquarters, British Commonwealth Sub Area Tokyo）を設置[6]。
- 1956年（昭和31年）1月：エビスキャンプ接収解除。

防衛庁・自衛隊
- 1957年（昭和32年）8月1日：技術研究所目黒試験場を設置。
- 1958年（昭和33年）
  - 5月3日：防衛研修所（現・防衛研究所）が霞が関から移転。
  - 5月23日：技術研究所目黒試験場が技術研究本部第1研究所に改編。

航空自衛隊目黒基地
- 1960年（昭和35年）6月13日：航空自衛隊第1補給処東京支処が港区から移転。

陸上自衛隊目黒駐屯地・海上自衛隊目黒地区・航空自衛隊目黒基地
- 1994年（平成06年）
  - 10月1日：従前基地としてのみの扱いだったが、[要出典]駐屯地及び基地として開設[7]
    1. 陸上自衛隊目黒駐屯地を設置。
    2. 防衛庁移転計画に基づき市ヶ谷から統合幕僚学校及び陸海空幹部学校が移転。

  - 11月28日：第316基地通信中隊目黒派遣隊を設置。
- 1997年（平成09年）12月1日：航空自衛隊第1補給処東京支処が十条基地に移転。
- 2001年（平成13年）3月：防衛庁目黒留学生会館建設。
- 2006年（平成18年）7月31日：技術研究本部（現・防衛装備庁）第1研究所が艦艇装備研究所に改編。
- 2015年（平成27年）10月1日：技術研究本部艦艇装備研究所が防衛装備庁艦艇装備研究所となる。
- 2016年（平成28年）
  - 8月1日：防衛研究所が防衛省市ヶ谷地区に移転。
  - 9月1日：統合幕僚学校国際平和協力センターが防衛省市ヶ谷地区に移転。
- 2018年（平成30年）3月27日：陸上自衛隊研究本部と陸上自衛隊幹部学校が廃止・統合し、陸上自衛隊教育訓練研究本部として新編。
- 2021年（令和03年）4月1日：防衛装備庁先進技術推進センターは電子装備研究所と統合、次世代装備研究所が設置。

## 駐屯・所在部隊等

### 陸上自衛隊

#### 防衛大臣直轄部隊・機関
- 陸上自衛隊教育訓練研究本部
- 警務隊
  - 東部方面警務隊
    - 第126地区警務隊
      - 目黒連絡班

#### 東部方面隊隷下部隊
- 東部方面システム通信群
  - 第105基地システム通信大隊
    - 第316基地通信中隊
      - 目黒派遣隊

### 海上自衛隊

#### 防衛大臣直轄機関
- 海上自衛隊幹部学校

### 航空自衛隊

#### 防衛大臣直轄機関
- 航空自衛隊幹部学校

### 防衛省

#### 特別の機関
- 統合幕僚監部
  - 統合幕僚学校

#### 外局

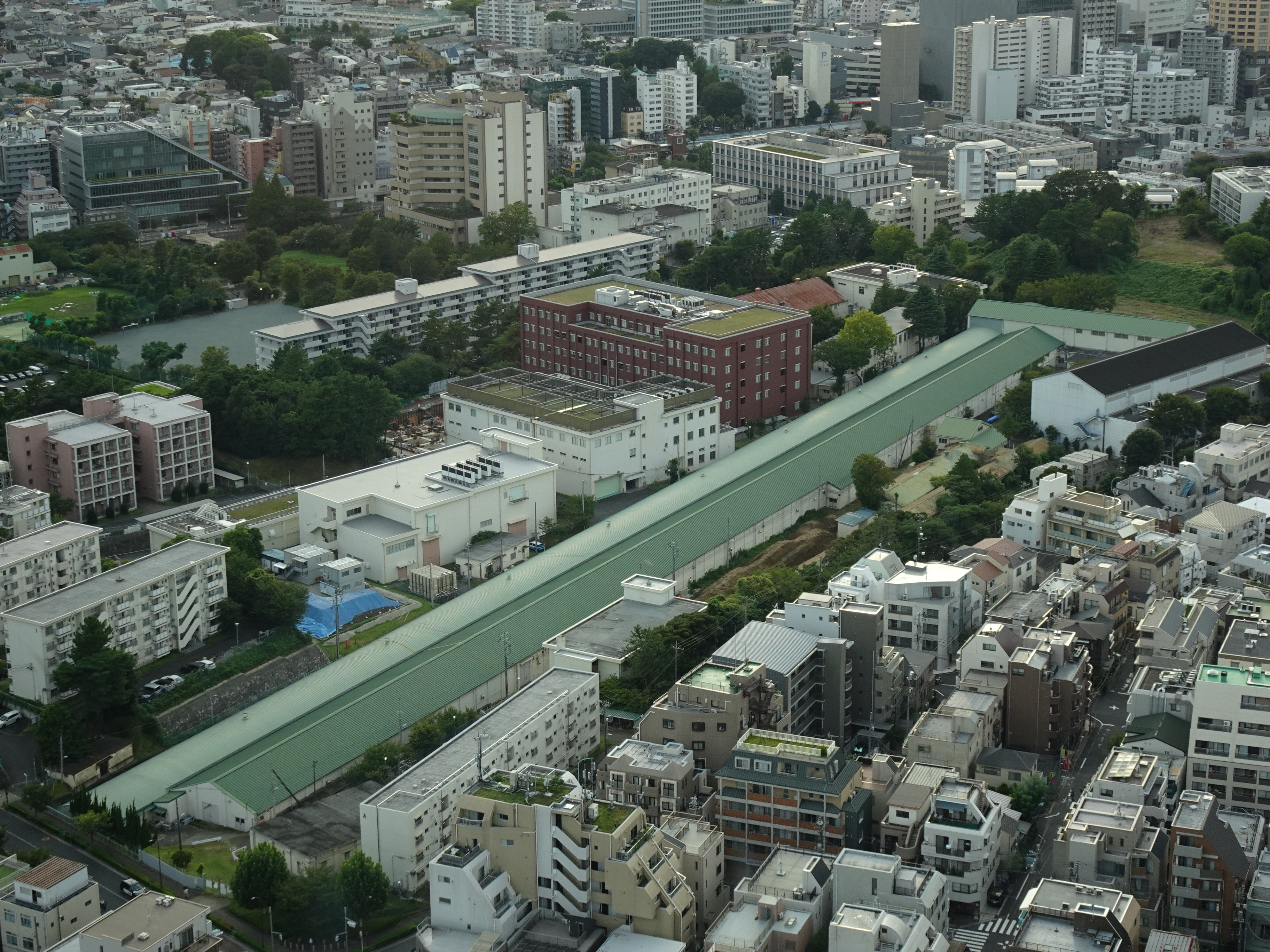
恵比寿ガーデンプレイスタワー38階から見える艦艇装備研究所の建物

- 防衛装備庁
  - 艦艇装備研究所
  - 次世代装備研究所
    - 目黒地区

## 最寄の幹線交通
- 高速道路：首都高速3号渋谷線 渋谷出入口、首都高速2号目黒線 目黒出入口
- 一般道：国道1号、国道15号、国道246号、東京都道305号芝新宿王子線、東京都道312号白金台町等々力線、東京都道317号環状六号線、東京都道416号古川橋二子玉川線
- 鉄道：JR東日本山手線/埼京線/東京メトロ日比谷線 恵比寿駅、東急東横線/東京メトロ日比谷線 中目黒駅
- バス:東急バス渋72系統 防衛省技術研究所
- 港湾：東京港（指定特定重要港湾）
- 飛行場：東京国際空港（第一種空港）調布飛行場、横田飛行場、入間基地、立川飛行場（その他の飛行場）東京ヘリポート（公共用ヘリポート）